# الاثنين (عسير)
الاثنين هي إحدى قرى منطقة عسير الواقعة جنوب غرب السعودية.

## نبذة
بلغ عدد سكانها بحسب التعداد السكاني سنة 2010م حوالي 8,046 نسمة منهم 5,944 من السعوديين و2,102 من غير السعوديين. 